# دوروتيا فالوفيجي
دوروتيا فالوفيجي (بالمجرية: Faluvégi Dorottya)‏ (من مواليد 31 مارس 1998) هي لاعبة كرة يد مجرية تلعب مع الفريق منتخب المجر لكرة اليد للسيدات.
شقيقها رودولف فالوفجي هو لاعب كرة يد محترف. 

## الإنجازات
- بطولة العالم لكرة اليد للسيدات ناشئين :
  - الفائز : 2018
- كأس المجر لكرة اليد للسيدات :
  - الفائز : 2017
- كأس أبطال الكؤوس الأوروبية لكرة اليد للسيدات :
  - الدور قبل النهائي : 2015

## روابط خارجية
- دوروتيا فالوفيجي على موقع الاتحاد الأوروبي لكرة اليد (الإنجليزية)